# Pieszków (Lwówek Śląski)
Pour les articles homonymes, voir Pieszków.
Pieszków est une localité polonaise de la gmina et du powiat de Lwówek Śląski en voïvodie de Basse-Silésie.